# Tibet Support Groep
De Tibet Support Groep Nederland (TSG-NL) is een Nederlandse niet-gouvernementele organisatie (NGO), die is opgericht in 1989 om het Tibetaanse volk te steunen. De stichting valt onder de  overkoepelende Tibet Support Group en is lid van de International Tibet Support Network.
De Nederlandse stichting en is gevestigd in Amsterdam, Spuistraat 185A, 1012VN Amsterdam. De organisatie heeft een bestuur, secretariaat en groepen vrijwilligers in verschillende regio's in Nederland. De organisatie streeft naar zelfbeschikking en democratie in Tibet en zet zich in voor internationaal erkende rechten van de mens, het behoud van de Tibetaanse taal en cultuur. Daarnaast onderhoudt TSG-NL een kennis- en expertisecentrum.
De stichting houdt zich bezig met voorlichting, schoolcampagnes en evenementen, voert acties en lobbyt in politieke gelederen, zowel in Nederland als bij de Europese Unie en de Verenigde Naties. Het doel dat ze hiermee heeft is het op gang brengen van het bewustwordingsproces over geweldloosheid, mensenrechten in Tibet, rol van de dialoog in conflictsituaties en het middenwegprincipe, dat staat voor een betekenisvolle autonomie binnen China.
Een andere organisatie in Nederland die zich richt op Tibet is de International Campaign for Tibet, eveneens met hoofdkantoor in Amsterdam. Organisaties in Nederland die zich richten op het Tibetaans boeddhisme zijn het Maitreya Instituut in Amsterdam en Emst, het Naropa Instituut in Cadzand en het klooster Karma Deleg Chö Phel Ling in Hantum.